# Tập đoàn quân 45 (Liên Xô)
Tập đoàn quân 45 là một đơn vị quân sự chiến lược cấp tập đoàn quân của Hồng quân Liên Xô trong giai đoạn Thế chiến II.

## Lịch sử
Tập đoàn quân 45 được thành lập vào cuối tháng 7 năm 1941 tại Quân khu Transcaucasian từ Quân đoàn súng trường 23, biên chế bao gồm:
- Sư đoàn súng trường sơn cước 138
- Sư đoàn súng trường 31
- Sư đoàn súng trường 136
- Sư đoàn kỵ binh sơn cước 1
- Quận kiên cố số 55 và các đơn vị khác

Tư lệnh đầu tiên là Konstantin Baranov. Vào ngày 23 tháng 8, Tập đoàn quân trở thành một phần của Phương diện quân Zakavkaz. Ngày 30 tháng 12 năm 1941, đơn vị được trực thuộc Phương diện quân Kavkaz. Tập đoàn quân có nhiệm vụ bảo vệ biên giới Thổ Nhĩ Kỳ, yểm trợ các tuyến đường Lend-Lease đi qua Iran.Tháng 10 năm 1941, Andrei Alexandrovich Kharitonov được bổ nhiệm làm tư lệnh tạm thời của Tập đoàn quân. Từ tháng 12 năm 1941 đến tháng 4 năm 1942, Tư lệnh Tập đoàn quân là Vasily Novikov. Vào tháng 4, Fyodor Remezov nhậm chức tư lệnh, ông đã chỉ huy Tập đoàn quân 45 trong suốt thời gian tồn tại của nó.
Tổng hành dinh Tập đoàn quân đặt tại Tbilisi. Đơn vị biên chế thêm Lữ đoàn súng trường 133 vào Tháng 7 (hoặc tháng 8) năm 1944, Quận kiên cố 116 vào tháng 12 năm 1944 (hoặc tháng 1 năm 1945). Sau chiến tranh, đơn vị trở thành một phần của Quân khu Tbilisi. Vào mùa thu năm 1945, Biên chế Tập đoàn quân bao gồm:
- Sư đoàn súng trường 261 tại Leninakan
- Sư đoàn súng trường 349 tại Akhaltsikhe
- Sư đoàn súng trường 402 tại Batumi
- Quận kiên cố số 51 tại Batumi
- Quận kiên cố số 55 tại Leninakan
- Quận kiên cố số 69 tại Echmiadzin
- Quận kiên cố số 78 tại Akhaltsikhe
- Quận kiên cố số 116 tại Akhalkalaki

Tập đoàn quân bị giải tán vào mùa thu năm 1945.
Các Quân đoàn súng trường 12, 13 và một số sư đoàn (261, 296, 349, 392, 402, 406) vẫn tồn tại trong một thời gian dài (một số cho đến khi Liên Xô sụp đổ). Tuy nhiên, Sư đoàn súng trường 349 đã bị giải tán vào năm 1946.

## Danh sách tư lệnh
- Konstantin Baranov (tháng 7 - tháng 10 năm 1941)
- A. Kharitonov (tháng 10 - tháng 12 năm 1941)
- Vasily Novikov (tháng 12 năm 1941 - tháng 4 năm 1942)
- Fyodor Remezov (tháng 4 năm 1942 - hết cuộc chiến)